# Gaël Métroz
Gaël Métroz, né le 28 novembre 1978 à Liddes, est un réalisateur de cinéma suisse.

## Biographie
Parallèlement à ses études de littérature, de philosophie et d’histoire de l’art à l'université de Lausanne, Gaël Métroz est acteur et auteur[réf. nécessaire]. 
Il obtient en 2003 le Premier prix littéraire suisse du Concours international de la nouvelle et reçoit en 2004 le Prix de la Sorge pour sa nouvelle MAT[réf. nécessaire]. La même année, il est sélectionné pour le prix du jeune écrivain francophone et assume l’écriture ainsi que la mise en scène de la pièce de théâtre L’Enfant déchu[réf. nécessaire].
Depuis 2004, Gaël Métroz voyage en qualité de journaliste. Il publie ses carnets de route à la télévision, à la radio, ainsi que dans la presse écrite[réf. nécessaire].
Depuis 2008, il se consacre à la réalisation de son premier long métrage cinéma Nomad’s Land – Sur les traces de Nicolas Bouvier, qui reçoit le « Golden Gate Award » au Festival international du film de San Francisco. Son documentaire Sâdhu est sorti[Quand ?] dans les salles européennes (France, Allemagne, Italie, Autriche),.

## Œuvres

### Filmographie
- 2021 : Noces Maliennes (documentaire)[3],[4].
- 2012 : Sâdhu (documentaire cinéma)[2].
- 2010 : Kalash, les derniers infidèles du Pakistan (documentaire).
- 2008 : Nomad's Land - Sur les traces de Nicolas Bouvier (documentaire cinéma)[5].
- 2008 : L'Afrique de Rimbaud (documentaire).

## Prix et distinctions
- Publikumpreis, Filmfest Eberwalde, Allemagne, 2011
- Grand prix, Festival du curieux voyageur, St Étienne, France, 2011
- Grand Prize for anthropology, à Sichuan, Festival of Qinghai, Chine, 2010
- Prix du public, Rassegna Internazionale Cinema Archeologico, Italie, 2010
- Best Director, à Sichuan, Festival of Qinghai, Chine, 2010
- Golden Gate Award au San Francisco International Film festival, USA, 2009
- Prix du public, Festival Planeta 2009, Mexico
- Premier prix Nicolas Bouvier, 2008 dans la catégorie « Jeune journaliste »[6]
- Prix de la Sorge, 2004
- Premier prix du concours international de la nouvelle, 2003